# Hvornår skal du giftes?
Hvornår skal du giftes? (på tahitiansk: Nafea Faaipoipo, på engelsk: When will you marry?) er et oliemaleri fra 1892 malet på Tahiti af den franske maler Paul Gauguin.
I 1891 rejste Gauguin til Tahiti for første gang. Selv om han der forblev en europæer, der kun i begrænset omfang kunne tale sproget i sit værtsland, viser bl.a. maleriet Hvornår skal du giftes?, at hans kunst hele tiden videreudviklede sig i forbindelse med det fremmede. Han kom tæt på de indfødte kvinder og placerede dem, i forbindelse med sine malerier, i den vilde natur, nøgne eller iført traditionelle, tahitianske klæder, selv om deres koloniherrer tvang dem til at bære missionærkjoler.
For- og mellemgrund er opbygget i grønne, gule og blå felter. Bagved strækker det tropiske landskab sig i intense, glødende farver. En traditionelt klædt kvinde har slået sig ned på grænsen mellem for- og mellemgrund. Bag hende knejser en anden kvinde, der iklædt en højhalset missionærkjole gør en bydende bevægelse med hånden. Modsætningerne er tydelige: Mens den forreste skikkelse hengiver sig til drømmende fantasier, er den bageste skikkelse gennemsyret af noget stift og regelbundet. Den forreste kvinde strækker sig ud i rummet, hendes ansigtstræk er stiliserede og forenklede. Den bageste kvindefigur er indsat plant med det gul-blå område. Hendes ansigt er malet med individuelle træk og udgør billedets centrum. Den lyserøde farve på hendes kjole adskiller sig klart fra de andre farver.
Måske afspejler de to kvinder Gauguins egen situation som fanget mellem kunstnerens og kvindernes verden, mellem tradition og det fremmede, ønsker og regler.
Det er uvist, hvem der stiller spørgsmålet "Hvornår skal du giftes?", og om det er et almindeligt udtryk eller en invitation.
Maleriet blev i februar 2015 solgt for næsten 300 millioner dollars og blev dermed verdens dyreste maleri.